# Evergreen 747 Supertanker
Los 747 Supertanker fueron tres aviones Boeing 747 estadounidenses de fuselaje ancho adaptados para la lucha aérea contra el fuego. Originalmente los desarrolló la empresa Evergreen International Aviation y entraron en servicio en 2009. La última unidad se retiró del servicio en 2021.

## Historia
El primer Supertanker fue adaptado de un 747-200 convencional (N470EV, número 947), y nunca entró en servicio. El segundo (N479EV, número 979) se basó en un 747-100 originalmente construido por Boeing en 1971 para Delta Air Lines. Sin embargo, Evergreen International Aviation quebró el 31 de diciembre de 2013, vendiendo todas las acciones (incluyendo la serie de aviones 747) a Jet Midwest Aviation.
El 2015, Global SuperTanker Services, LLC compró las acciones del antiguo Evergreen Supertanker Services (con excepción del modelo 747-100 mismo). Los tanques del antiguo 747-100 fueron movidos a un 747-400.
El modelo 747-400 era capaz de operar con 74 200 litros de retardante o agua por 6400 km; con más del doble de capacidad que el Tanker 910 (un Mcdonnell Douglas DC-10 modificado), el Supertanker fue el mayor avión del mundo de este tipo.

## Operaciones
Fue puesto en servicio en el verano de 2008, pero no realizó ninguna misión hasta julio de 2009 cuando participó en la extinción de un incendio en la Serranía de Cuenca (España).
En 2010 y 2016, fue usado en Israel.

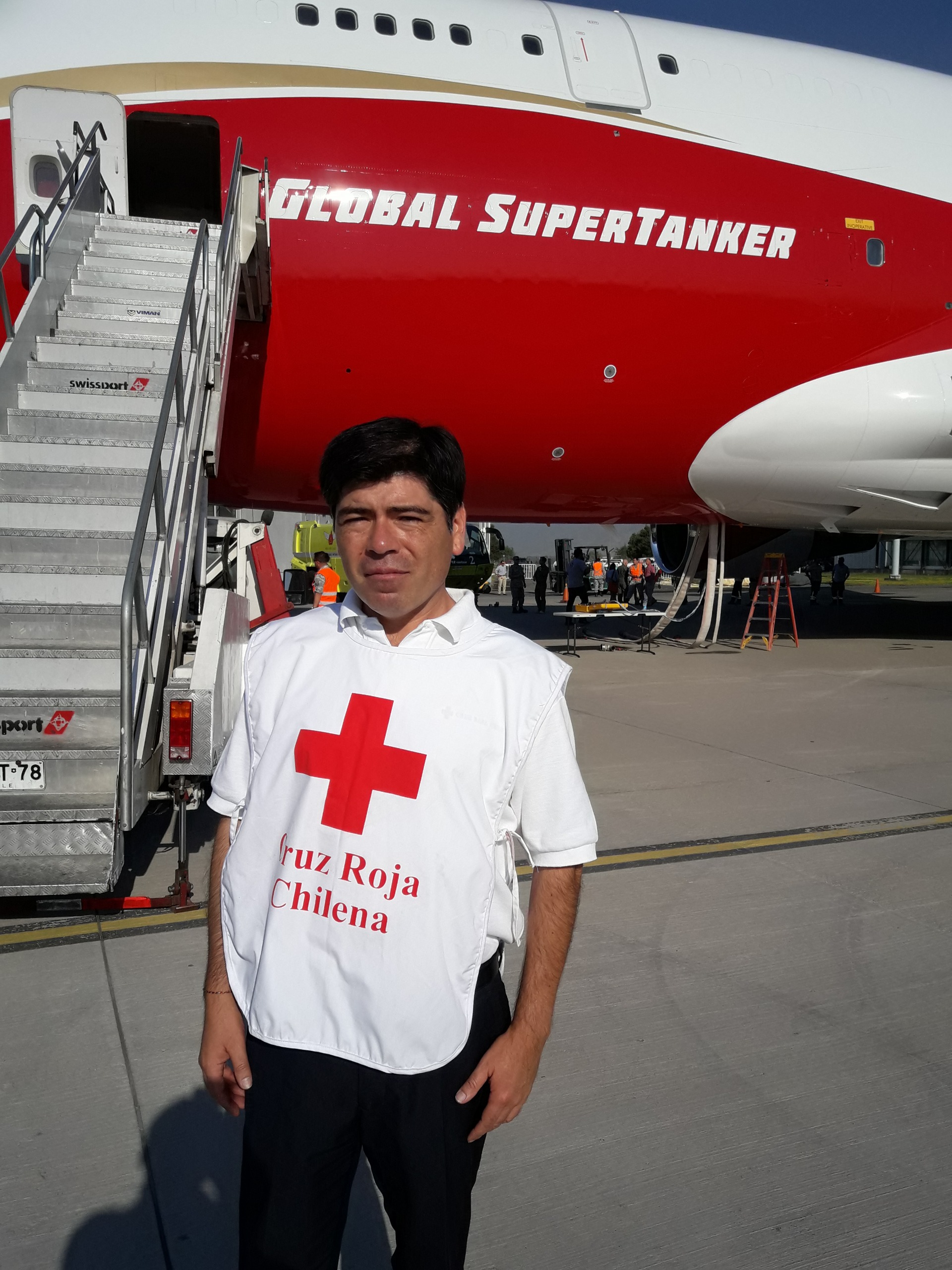
Supertanker durante los incendios en Chile en 2015 gestionado por la Cruz Roja

En enero de 2017, fue usado en los incendios de la zona centro-sur de Chile. Su efectividad se estimó en un 13,61%. La filántropa chilena Lucy Ana Avilés Hernández y su marido Benjamin Walton, quienes se contactaron con la Cruz Roja Chilena,en contacto con Patricio Acosta Sansarricq, que fueron puente para donar a través de su Fundación Viento Sur el arriendo de siete días del avión Evergreen 747 Supertanker. La familia Luksic donó los fondos para el funcionamiento del avión por una semana más. Sucesivamente, la Celulosa Arauco y Constitución que financió otros siete días del avión, concretándose así un total de tres semanas de funcionamiento del avión en Chile.
En septiembre de 2017, el 747 Supertanker fue contratado por el Cal Fire (The California Department of Forestry and Fire Protection) para combatir a los incendios forestales de California, Estados Unidos.
En octubre de 2019, fue contratado por el Gobierno de Bolivia, combatiendo los incendios forestales que arrasaron con millones de hectáreas en el país.
Esta última unidad se retiró del servicio y opera como aeronave carguera para National Airlines, bajo matrícula N936CA.

## Especificaciones técnicas
Las siguientes especificaciones se basan en Boeing 747-400.

### Características generales
- Tripulación: 4
- Capacidad: 14 pasajeros
- Carga: 74 200 L (19 602 galones americanos) de agua y retardante
- Longitud: 70,6 metros (231,63 pies)
- Envergadura: 64,9 metros (212,93 pies)
- Altura: 19,4 metros (63,65 pies)
- Peso vacío: 178 800 kilogramos (394 186,85 lb)
- Peso máximo al despegue: 396 890 kilogramos (874 993,39 lb)

### Rendimiento
- Velocidad crucero (Vc): 600 mph (966 kilómetros por hora)
- Alcance: 13 450 kilómetros (8357,46 mi)